# Маркус Слотер
Маркус Слотер (енгл. Marcus Slaughter; Сан Лијандро, Калифорнија, 18. март 1985) је амерички кошаркаш. Игра на позицији центра. 

## Биографија
Колеџ кошарком бавио се на Универзитету Сан Дијего Стејт за екипу Сан Дијего Стејт азтекса у периоду од 2003. до 2006. године. Учествовао је на НБА драфту 2006, али није изабран.
Прву сениорску сезону одиграо је у турском клубу Пинар Каршијака, где се приказао у добром светлу и чак дошао до награде за најкориснијег играча Ол-стар утакмице турског првенства. Јуна 2007. потписао је двогодишњи уговор са НБА тимом Мајами хит, али након што је отпуштен већ у октобру ангажман је пронашао у израелском Хапоелу из Јерусалима. Ипак, у јануару 2008. прешао је у француски Гравлен. Сезону 2007/08. отпочео је у немачком Ајсберен Бремерхафену, али већ у новембру се вратио у Француску и завршио је у клубу СТБ Ле Авр. И наредне сезоне остао је у истој земљи, али је тада био играч СЛУК Нансија. Јула 2010. потписао је једногодишњи уговор са шпанским Ваљадолидом. Сезону 2011/12. провео је у немачком Брозе Баскетсу који је тада дошао до трофеја у немачком првенству и купу. Од 2012. до 2015. године био је играч мадридског Реала са којим је у Шпанији освојио седам трофеја (два првенства, два купа и три суперкупа), а на међународној сцени једну титулу у Евролиги. У септембру 2015. потписао је двогодишњи уговор са Дарушафаком. У сезони 2017/18. је био играч Виртуса из Болоње, а наредну сезону је провео у турском Бахчешехиру. Од 2019. до 2021. је био играч АЕК-а из Атине.

## Успеси

### Клупски
- Брозе баскетс Бамберг:
  - Првенство Немачке (1): 2011/12.
  - Куп Немачке (1): 2012.

- Реал Мадрид:
  - Евролига (1): 2014/15.
  - АЦБ лига (2): 2012/13, 2014/15.
  - Куп Шпаније (2): 2014, 2015.
  - Суперкуп Шпаније (2): 2012, 2013, 2014.

### Појединачни
- Учесник и најкориснији играч Ол-стар утакмице турског првенства (1): 2007.
- Учесник Ол-стар утакмице немачког првенства (1): 2007.